# 宗岡徹
宗岡 徹（むねおか とおる、1957年 - ）は、日本の会計学者。現在は関西大学大学院会計研究科教授、公認会計士。専攻は会計学（金融会計）。修士（経営学、神戸商科大学）。既婚。

## 来歴
- 1957年生まれ
- 1981年、東京大学文学部考古学科卒業
- 1986年、神戸商科大学（現在の兵庫県立大学）大学院経営学研究科修士課程修了
- 1988年、公認会計士
- 1990年、日本興業銀行入行
  - 審査部副調査役、融資第２部、人事部副参事、野村興銀インベストメント・サービス（株）、みずほ総合研究所（株）調査本部主席研究員
- 2003年、ソニー（株）入社
  - 年金企画部担当部長、ソニー・グローバル・ペンション・マネジメント（株）執行役員
- 2005年、関西大学ソシオネットワーク戦略研究センター研究員
- 2006年、関西大学大学院会計研究科教授（現職）

## 主著
- 『公会計と政策情報システム』（共著、多賀出版）